# Calendario Rumi
Il calendario Rumi (in turco Rumi takvim, illuminato. "calendario romano"), un calendario specifico basato sul calendario giuliano fu ufficialmente utilizzato dall'Impero ottomano dopo l'era del Tanzimat (1839) e dal suo Stato successore, la Repubblica di Turchia fino al 1926. Venne adottato per questioni civiche ed è un calendario a base solare, che assegna una data a ciascun giorno solare.

## Storia

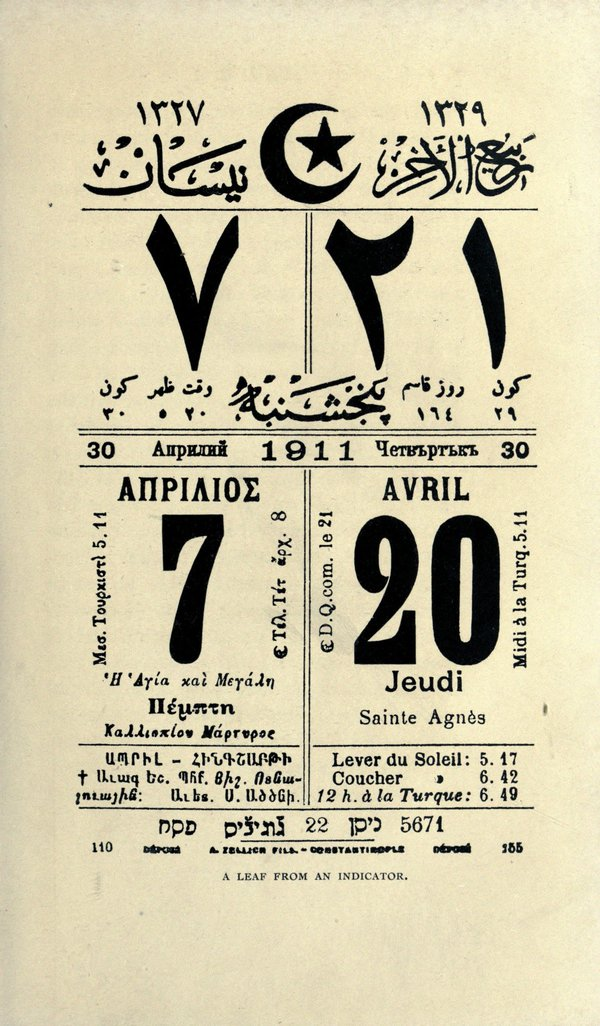
Pagina del calendario ottomano multilingue del 1911:
- La parte superiore sinistra mostra la data Rumi in turco ottomano: anno 1327, 7 Nisan, ٧ نیسان ١٣٢
- La stessa data giuliana 7 aprile, ΑΠΡΙΛΙΟΣ 7 e giorno giovedì, Πέμπτη appare sotto in greco con l'anno d.C. 1911.
- Accanto a questo c'è la data gregoriana 20 aprile, AVRIL 20 e il giorno Jeudi" in francese.
- Sopra questi due c'è il numero 30 (due volte, scopo poco chiaro), il mese aprile, Априлий e il giorno giovedì, Четвъртъкъ in bulgaro.
- Sotto il greco vi è l'armeno, che legge aprile ԱՊՐԻԼ e giovedì ՀԻՆԳՇԱԲԹԻ.
- L'angolo in alto a destra mostra la Data islamica 21 Rebiülahir 1329 ١٣٢٩ ربيع الآخر أو ١٢.
- La data ebraica 22 Nisan 5671 22 ניסן 5671 appare in basso.

Nello Stato islamico dell'Impero ottomano era in uso il calendario religioso islamico, all'interno del quale i giorni erano numerati all'interno di ogni ciclo di fase lunare. Poiché la lunghezza del mese lunare non è nemmeno una frazione della lunghezza dell'anno tropico, un calendario puramente lunare si sposta rapidamente rispetto alle stagioni.
Nel 1677, il capo tesoriere (in turco Baş Defterdar) Hasan Pasha sotto il sultano Mehmed IV propose la correzione dei registri finanziari facendo cadere un anno (un anno di fuga) ogni 33 anni, risultante dalla differenza tra il calendario lunare islamico e il calendario solare giuliano.
Nel 1740 (1152 AH, anno dell'Egira) durante il regno del sultano Mahmud I, il mese di marzo fu adottato come primo mese dell'anno fiscale per il pagamento delle tasse e delle trattative con i funzionari governativi in sostituzione del Muharram su proposta del tesoriere Efendi Atıf.
Proposto dal tesoriere Moralı Osman Efendi durante il regno del sultano Abdul Hamid I, la gamma delle applicazioni del calendario fiscale fu estesa nel 1794 alle spese e ai pagamenti statali al fine di prevenire i costi in eccesso derivanti dalla differenza di orario tra il calendario islamico e quello giuliano.
Il calendario giuliano, utilizzato dal 1677 d.C. in poi solo per questioni fiscali, fu adottato il 13 marzo 1840 d.C. (1º marzo 1256 d.C.), nel quadro delle riforme Tanzimat poco dopo l'ascesa al trono del sultano Abdülmecid I, come calendario ufficiale per tutte le questioni civili e denominato "calendario Rumi" (letteralmente calendario romano). Il conteggio degli anni iniziò con l'anno 622 d.C., quando Maometto e i suoi seguaci emigrarono dalla Mecca a Medina, lo stesso evento che segnava l'inizio del calendario islamico. Vennero utilizzati i mesi e i giorni del calendario giuliano, con l'anno che inizia a marzo. Tuttavia, nel 1256 (Anno dell'Egira) la differenza tra il calendario Hijri e il calendario gregoriano ammontava a 584 anni. Con il passaggio dal calendario lunare al calendario solare, la differenza tra il calendario Rumi e il calendario giuliano o gregoriano è rimasta costante di 584 anni.
Poiché il passaggio del calendario giuliano a quello gregoriano veniva finalmente adottato nei paesi vicini, il calendario Rumi fu riallineato al calendario gregoriano nel febbraio 1917, lasciando invariata la differenza di 584 anni. Così, dopo il 15 febbraio 1332 AH (febbraio 1917 d.C.), il giorno successivo invece di essere il 16 febbraio divenne improvvisamente il 1º marzo 1333 AH (1º marzo 1917 d.C.). L'anno 1333 AH (1917 d.C.) fu trasformato in un anno con solo dieci mesi, dal 1º marzo al 31 dicembre. Il 1º gennaio 1918 d.C. divenne così il 1º gennaio 1334 AH. Il calendario Rumi rimase in uso dopo la dissoluzione dell'Impero ottomano nei primi anni della successiva Repubblica di Turchia. L'uso dell'era AH fu abbandonato come parte delle riforme di Atatürk da un atto del 26 dicembre 1341 AH (1925 d.C.) e fu sostituito dall'era volgare dal 1926. I nomi dei quattro mesi che ricorrono a coppie nel sistema di denominazione semitico/arabo (Teşrin-i Evvel, Teşrin-i Sânî e Kânûn-ı Evvel, Kânûn-ı Sânî) furono cambiati il 10 gennaio 1945 in nomi di lingua turca, Ekim, Kasım, Aralık e Ocak, per semplicità. Dal 1918 l'anno fiscale è iniziato il 1º gennaio.
| Mese | Anno fiscale | Turco          | Ottomano   | Giorni | Note           |
| ---- | ------------ | -------------- | ---------- | ------ | -------------- |
| 1    | 11º mese     | Kânûn-ı Sânî   | كانون ثانی | 31     | İkinci Kânûn   |
| 2    | 12º mese     | Şubat          | شباط       | 28     |                |
| 3    | 1º mese      | Mart           | مارت       | 31     |                |
| 4    | 2º mese      | Nisan          | نیسان      | 30     |                |
| 5    | 3º mese      | Mayıs          | مایس       | 31     |                |
| 6    | 4º mese      | Haziran        | حزیران     | 30     |                |
| 7    | 5º mese      | Temmuz         | تموز       | 31     |                |
| 8    | 6º mese      | Ağustos        | اغستوس     | 31     |                |
| 9    | 7º mese      | Eylül          | ایلول      | 30     |                |
| 10   | 8º mese      | Teşrin-i Evvel | تشرین اول  | 31     | Birinci Teşrin |
| 11   | 9º mese      | Teşrin-i Sânî  | تشرین ثانی | 30     | İkinci Teşrin  |
| 12   | decimo mese  | Kânûn-ı Evvel  | كانون اول  | 31     | Birinci Kânûn  |

## Doppia data
Nell'Impero ottomano, il calendario Hijri basato sulla luna rimase in uso per questioni religiose insieme al calendario Rumi. Per evitare confusione tra le date, nella maggior parte dei documenti venivano utilizzati entrambi i calendari.